# Orden del Mérito a la Seguridad
La Orden del Mérito a la Seguridad es una condecoración civil española otorgada por el Ministerio del Interior para recompensar aquellas actividades o acciones realizadas por personas físicas o jurídicas en aras de la seguridad pública.
La distinción se creó por Real Decreto 103/2025, de 18 de febrero.

## Grados
De acuerdo al artículo 2 del mencionado Real Decreto, la Orden se otorga en forma de Cruz, destinada a personas físicas, y como Placa, en este segundo caso a personas jurídicas y entidades sin personalidad jurídica.
En el caso de las cruces, estas se dividen en las siguientes categorías:
- Gran Cruz. La condecoración consiste en una cruz de cuatro brazos iguales, de forma tricúspide, esmaltada en azur y ribeteadas de plata con las puntas rematadas en globos del mismo metal. En el centro, estará cargada con el distintivo oficial de la Secretaría de Estado de Seguridad en sus colores, sobre fondo de plata, que estará perfilado con una corona laureada en metal plateado. Sobre la parte superior descansará una argolla también en color plata para su unión con la cinta. En su reverso la inscripción en relieve: ESPAÑA -Mérito Seguridad Ministerio Interior- PLATA. Se llevará pendiente de una cinta de seda, unida a una hebilla plateada, de la forma y dimensiones proporcionadas y usuales para esta clase de condecoraciones. La cinta estará dividida en cinco franjas de igual dimensión con los colores de la Enseña Nacional, de la Policía Nacional, y de la Guardia Civil. En el pasador estará cargado en su centro con una hoja de roble plateada.
- Cruz de Oro. Mismo diseño que la anterior pero en color dorado.
- Cruz de Plata. La condecoración consiste en una cruz con las mismas características descritas para la Cruz de Oro, pero de 70 mm de longitud entre sus brazos opuestos. Entre los extremos de los brazos llevará siete rayos en color plata, siendo el del centro de doble grosor , y en el extremo de los brazos sobresaldrá una punta de 8 mm de anchura. En su reverso la inscripción en relieve: ESPAÑA -Mérito Seguridad Ministerio Interior-GRAN CRUZ. El pasador tendrá las mismas características que el descrito para las Cruces de Plata y Oro, pero estará cargado en su centro con una Corona Real en sus colores.

La Placa consiste en una cruz con las mismas características descritas para la Cruz de Plata, pero de 70 mm de longitud entre sus brazos opuestos. Entre los extremos de los brazos llevará siete rayos en color plata, siendo el del centro de doble grosor (5,5 mm), y en el extremo de los brazos sobresaldrá una punta de 8 mm de anchura. En su reverso la inscripción en relieve: ESPAÑA -Mérito Seguridad Ministerio Interior-PLACA.

## Desposesión de distinciones
Esta distinción podrá ser retirada en dos situaciones:
- Sea condenada en virtud de sentencia firme por la comisión de un delito doloso.
- Quede acreditado que ha realizado, antes o después de la concesión, actos manifiestamente incompatibles con el ingreso o la permanencia en la Orden.

## Condecorados

### Gran Cruz
- Alfredo Pérez Rubalcaba, exministro del Interior, a título póstumo[3]

### Medalla de Oro
- Ricardo Martí Fluxá, ex secretario de Estado de Seguridad[3]
- Antonio Camacho Vizcaíno, exministro del Interior[3]
- Ana Botella Gómez, ex secretaria de Estado de Seguridad[3]
- Rafael Pérez Ruiz, ex secretario de Estado de Seguridad[3]